# Bangar (Brunei)
Bangar is een plaats in Brunei en het bestuurlijk centrum van het district (daerah) Temburong en de mukim Bangar hierbinnen. In de plaats wonen ongeveer 4000 mensen (2008), waarmee het de vijfde plaats van het land is.
De plaats ligt aan een doorlopende weg, die grofweg in oost-westrichting verloopt. Ten oosten van de plaats ligt de Maleisische plaats Lawas (Sarawak) en ten westen loopt de weg verder naar het Maleisische district Limbang (Sarawak). Een andere weg loopt van Bangar naar het zuidelijker gelegen Batang Duri. Bangar heeft een steengroeve, waar steen wordt gewonnen, verwerkt en vervoerd naar opslagplaatsen in de hoofdstad Bandar Seri Begawan, waar het wordt gebruikt in de bouwindustrie.
Bangar is een kleine behoorlijk geïsoleerde plaats en heeft geen wegverbindingen met andere Bruneise plaatsen. Vervoer geschiedt daarom door Maleisisch grondgebied.